# 小行星3980
小行星3980（英語：3980 Hviezdoslav）是一颗围绕太阳公转的小行星。1983年12月4日，安東寧·姆爾科斯在克列特发现了此天体。
这颗小行星的绝对星等为356.3727785515594等。